# La Muntanya (Teià)
La Muntanya – miejscowość w Hiszpanii, w Katalonii, w prowincji Barcelona, w comarce Maresme, w gminie Teià.
Według danych INE z 2004 roku miejscowość zamieszkiwało 97 osób.